# Ǒ
Az Ǒ (kisbetűs alakja: ǒ), kiejtve O hacsekkel egy olyan graféma melyet az aving, a bangol, a nzim, a kwanja és a lingala nyelvekben az « O » egyik változata, az udivban azonban ez egy teljesen külön betű. Leírásához az O betűt és a hacsek jelet használják.

## Használata

### Nyelvek és hanglejtések
Több tonális nyelvben az ǒ ugyanazt a hangot jelöli, mint az o, a hacsek pedig a hangsúly váltoását jelzi. Azonban van más felhasználása is.

## Informatikai megjelenítés
Az O hacsekkel karaktert az unicode-ban a következőképpen lehet megjeleníteni:
- Összerakásos módszer (Latin B) :

| Fajta    | Megjelenítése | Kódolása | Leírása                |
| -------- | ------------- | -------- | ---------------------- |
| Nagybetű | Ǒ             | U+01D1   | Nagy latin o hacsekkel |
| Kisbetű  | ǒ             | U+01D2   | kis latin o hacsekkel  |

## Fordítás
Ez a szócikk részben vagy egészben  a(z)    Ǒ című francia Wikipédia-szócikk 202284292 ezen változatának fordításán alapul.  Az eredeti cikk szerkesztőit annak laptörténete sorolja fel. Ez a jelzés csupán a megfogalmazás eredetét és a szerzői jogokat jelzi, nem szolgál a cikkben szereplő információk forrásmegjelöléseként.

## Lásd még
- Hacsek
- Latin ábécé
- O